# Indolenzimento muscolare a insorgenza ritardata
L'indolenzimento muscolare a insorgenza ritardata, o DOMS (dall'inglese Delayed Onset Muscle Soreness), è un fenomeno che è stato a lungo associato ad un aumento dello sforzo fisico. Questo viene in genere riscontrato da tutti gli individui indipendentemente dal livello di allenamento, ed è una normale risposta fisiologica a sforzi maggiori, o lo svolgimento di attività fisiche a cui non si è abituati. 
Il dolore e il disagio associato ai DOMS solitamente raggiunge il picco tra le 24 e le 48 ore a seguito dell'esercizio fisico, e si estingue entro 96 ore. Generalmente, una percezione di dolore maggiore avviene con sforzi di maggiore intensità, e una più frequente esecuzione di attività sconosciute. Altri fattori che influiscono sulla formazione del DOMS sono la rigidità muscolare, la velocità della contrazione, la fatica, e l'angolo di contrazione.

## Eziopatogenesi

Andamento dell'indolenzimento muscolare a insorgenza ritardata
Sull'asse delle ascisse ci sono le ore, sulle ordinate il livello di DOMS
Le fasi si dividono in:
A) Insorgenza
B) Acutizzazione
C) Diminuzione
D) Scomparsa
E) Recupero completo

A seguito di un allenamento fisico anaerobico di natura eccentrica, è comune accusare uno stato di indolenzimento e dolore muscolare. Il DOMS è una manifestazione caratteristica del danno muscolare indotto dall'esercizio fisico. Questo collegamento venne originariamente ipotizzato da Hough nel 1902, il quale suggerì che lo stress meccanico durante l'esercizio fisico causa un danno muscolare, con un conseguente dolore muscolare ritardato. Questa causa è il più delle volte il risultato dell'allenamento coi pesi (Resistance training), perché i gruppi muscolari isolati vengono sovraccaricati più di quanto viene loro imposto normalmente.
Esistono in realtà due tipi di indolenzimento muscolare indotto dall'esercizio fisico:
- Indolenzimento muscolare a insorgenza acuta (acute-onset muscle soreness): è percepito durante e/o immediatamente dopo l'allenamento anaerobico con un senso di bruciore. Questo tipo di indolenzimento transitorio è legato direttamente all'eccesso di acido lattico tipico dell'allenamento anaerobico lattacido. Questo evento è transitorio dal momento che l'acido lattico viene smaltito dal corpo al massimo entro 60 minuti dal termine dell'attività[3].
- Indolenzimento muscolare a insorgenza ritardata (delayed-onset muscle soreness): è percepito generalmente in un periodo di tempo successivo all'attività fisica anaerobica, trovando il picco tra le 24 e le 48 ore in seguito al termine dell'attività, e non è collegato alla produzione di acido lattico.

La formazione del DOMS viene spesso collegata all'esercizio di tipo eccentrico, come la corsa in discesa, gli esercizi pliometrici, e il tradizionale allenamento con sovraccarichi. La lesione stessa è il risultato dell'esercizio eccentrico, che causa danni alla membrana delle cellule muscolari, e scatena una risposta infiammatoria. Questa risposta infiammatoria porta alla formazione di prodotti di scarto del metabolismo, i quali agiscono come stimolo chimico sulle terminazioni nervose causando direttamente la sensazione di dolore. Questi prodotti di scarto del metabolismo inoltre aumentano la permeabilità vascolare e attirano i neutrofili (un tipo di globuli bianchi) verso la zona lesa. Una volta giunti nell'area, i neutrofili generano radicali liberi, che possono ulteriormente danneggiare la membrana cellulare. Anche il gonfiore è un evento comune nel sito della lesione della membrana, e può portare ad un'ulteriore sensazione di dolore. È importante inoltre differenziare i DOMS da altre lesioni, come gli strappi muscolari. Questa differenza è importante perché quando la lesione muscolare è provocata da un esercizio intenso, in particolare se di tipo eccentrico, può seriamente peggiorare lo stato dell'infortunio. Al contrario, in un muscolo che accusa un DOMS, continuare l'esercizio eccentrico è ancora possibile senza ulteriori danni muscolari. Quando si tratta di DOMS è importante distinguerlo dalla lesione muscolare, riconoscendo che l'esercizio fisico costante è possibile con i DOMS, ma non con lo strappo muscolare.
Nelle numerose ricerche sulle reali cause del DOMS, non si è a tutt'oggi riusciti a comprenderne l'origine e il meccanismo preciso, e questo ha indotto i ricercatori a formulare diverse teorie. Le cause del DOMS sono attualmente sconosciute, e vengono generalmente descritte come una conseguenza dello stress meccanico e metabolico indotto dall'attività fisica. Nulla di più preciso si può dire circa le cause della sua formazione. Vengono frequentemente nominati i microtraumi a livello muscolare, ma anche questa sembra una vaga definizione. Anche se sembra plausibile che l'esercizio fisico intenso possa provocare microtraumi, le prove non sostengono con forza questa idea, e alcune ricerche sembrano contraddirsi.
Più comunemente si supporta l'idea che le ripetizioni eccentriche provochino la distruzione del tessuto connettivo e/o contrattile. Tuttavia non si tratta di un unico meccanismo, quanto piuttosto del risultato di diversi meccanismi che iniziano con microtraumi seguiti da una risposta infiammatoria.
Quella dello stress metabolico è un'altra teoria meno diffusa. Questa sostiene che le cellule muscolari sono come piccole fabbriche chimiche, che producono alcune sostanze durante la loro attività ad elevata intensità, cui non hanno avuto la possibilità di adattarsi. Tuttavia tale concetto è ancora difficile da definire. I ricercatori hanno identificato varie molecole prodotte dalle cellule durante l'allenamento, ma non si ha la certezza del collegamento tra le stesse e lo stress metabolico o i traumi. Nessuno studio è stato in grado di trovare un legame tra DOMS e qualsiasi marker biologico.
Gli studi si sono orientati anche sulla produzione dei radicali liberi, molecole instabili a cui manca un elettrone nella sua orbita esterna, e lo ricercano altrove per raggiungere la stabilità chimica. Queste molecole altamente reattive sono un inevitabile sottoprodotto del metabolismo cellulare. Esistono crescenti evidenze che riconoscono il coinvolgimento delle specie reattive dell'ossigeno (ROS), cioè una forma di radicali liberi, con la formazione del DOMS. Non c'è comunque correlazione tra l'acme della concentrazione dei radicali liberi e picco del DOMS. Al contrario l'aumento dei radicali liberi si è verificato dopo il picco e il declino dell'attività muscolare e del DOMS. In altre parole, possono essere coinvolti ma il rapporto è indiretto e poco chiaro.
Più di recente, è emersa una nuova teoria sul DOMS, fenomeno che sarebbe connesso con il meccanismo dell'"accoppiamento eccitazione/contrazione" dei ponti miosinici attaccati all'actina. Lamb (2009) spiega che il rilascio di ioni calcio (dal reticolo sarcoplasmatico), che avvia il movimento di power stroke (cioè lo scorrimento dell'actina sulla miosina), può essere allungato più significativamente con le contrazioni eccentriche rispetto a quelle concentriche. Secondo il ricercatore, questo meccanismo di "accoppiamento eccitazione/contrazione", seguito dal sostanziale rilascio di ioni calcio, provoca una rottura dei sensori regolatori nei sarcomeri (che regolano l'input neurale nel muscolo), il che contribuisce anche alla formazione del DOMS dall'esercizio eccentrico.
Recenti evidenze dimostrano che il fenomeno DOMS può effettivamente diffondersi, probabilmente attraverso un meccanismo neurologico, ai gruppi muscolari adiacenti anche se non sono stati allenati, e questo crea un ulteriore punto interrogativo sulle cause e sui meccanismi coinvolti in questa reazione.

### Danno al tessuto connettivo
Alcune équipe di scienziati studiarono approfonditamente i fattori legati al DOMS prodotto dall'esercizio con sovraccarichi. Questi suggerirono che presumibilmente derivano in gran parte dalla lacerazione del tessuto connettivo del muscolo e della sua inserzione tendinea. Notarono che l'escrezione urinaria dell'amminoacido idrossiprolina, uno specifico sottoprodotto del catabolismo del tessuto connettivo, era più elevato nei soggetti che avevano accusato l'indolenzimento muscolare rispetto a quelli che non l'avevano riscontrato. A causa del fatto che un significativo incremento dei livelli di idrossiprolina urinaria indica sia un aumento della degradazione che della sintesi del collagene, conclusero che un allenamento più intenso danneggia il tessuto connettivo, il quale aumenta la degradazione del collagene creando uno sbilancio nel metabolismo del collagene. Per compensare tale squilibrio, il tasso di sintesi del collagene incrementa.
Altri ricercatori hanno supportato la teoria del tessuto connettivo sostenendo che avvenga la rottura degli elementi non contrattili (cioè tessuto connettivo) nei sarcomeri (come il reticolo sarcoplasmatico) e del tessuto connettivo che avvolge le proteine muscolari (cioè sarcolemma). Gli scienziati sostenevano che una nota teoria cellulare sul DOMS si concentra sulla deformazione irreversibile sui sarcomeri durante una contrazione eccentrica, con conseguente distruzione dei componenti del sarcomero.

### Danno al muscolo scheletrico
I ricercatori hanno valutato l'ipotesi che il DOMS sia collegato al danno muscolare indotto dall'esercizio. Gran parte di queste ricerche si sono focalizzate sul dolore e il danno muscolare provocati dall'esercizio eccentrico. Gli infortuni indotti dall'esercizio eccentrico coinvolgono sia le componenti contrattili (actina e miosina) che il citoscheletro del muscolo miofibrille. Alcuni studiosi notarono un danno strutturale alle linee Z delle miofibrille risultante dall'esercizio eccentrico. Altri riportarono che una distruzione dell'organizzazione dei sarcomeri all'interno del muscolo scheletrico è molto probabilmente la causa di un decremento della tensione attiva e della forza che seguono una serie di intense contrazioni eccentriche. Ulteriori ricerche sono in attesa di verifica per stabilire l'impatto dell'esercizio eccentrico ad alto o basso impatto sul danno muscolare. I ricercatori hanno anche esaminato i marker del danno muscolare come il CPK sierico, lattato deidrogenasi, e mioglobina. Si è notato un significativo incremento dei livelli di CPK plasmatico prodotto dalla corsa in discesa. I ricercatori suggerirono che lo stress meccanico indotto dall'esercizio eccentrico causa un danno cellulare che risulta in una efflusso di enzimi. Altri riportarono un simile aumento dei livelli di CPK sierico a seguito di un curl per bicipiti per il 37,6% per l'esercizio concentrico, per il 35,8% per l'esercizio eccentrico, e per il 34% nell'esercizio isometrico. Essi conclusero che il danno muscolare ha luogo con tutti i tre tipi di contrazione; tuttavia i soggetti percepivano un maggiore indolenzimento muscolare con l'esercizio eccentrico e isometrico. Ulteriori ricerche osservarono che l'esercizio coi pesi sia concentrico che eccentrico elevano il CPK sierico, ma gli individui allenati con metodo concentrico non accusavano i DOMS.

#### DOMS e tipi di contrazione
È stato dimostrato che la contrazione eccentrica produce il maggior grado di DOMS, rispetto a quella concentrica o isometrica. L'esercizio isocinetico al contrario non ha dimostrato una rilevante insorgenza del DOMS. Questo è presumibilmente legato al fatto che i macchinari per l'esercizio isocinetico non offrono alcuna resistenza nella fase di ritorno del movimento, quindi il muscolo non effettua un lavoro eccentrico. Anche gli esercizi che producono la maggiore forza del muscolo (torque) in posizione allungata, tendono a creare un maggiore DOMS, molto probabilmente a causa del danno indotto ai sarcomeri allungati.
Le strette connessioni tra DOMS ed esercizio eccentrico (cioè che esalta la fase negativa del movimento, o di allungamento del muscolo) sono legate all'attività meccanica dei filamenti proteici di actina e miosina, responsabili della contrazione muscolare. Se sottoposto a un carico esterno, il muscolo prova ad accorciarsi per contrastarlo, ma se la forza applicata è maggiore della capacità del muscolo coinvolto, questo tende ad allungarsi, pur sviluppando tensione.. La contrazione eccentrica si verifica quando i muscoli subiscono un allungamento nella fase di contrazione. Questo tipo di lavoro provoca tensioni molto elevate all'interno dei muscoli, causando lesioni muscolari microscopiche e un fenomeno chiamato "scorrimento e disorganizzazione della linea-Z", e questo gioca un ruolo importante nel dolore che si verifica dopo l'esercizio.

##### Allenamento eccentrico massimale e sottomassimale
È stato riconosciuto come l'allenamento eccentrico sia maggiormente responsabile della formazione del DOMS, soprattutto se svolto in condizioni insolite, e/o ad intensità massimali o vicine a tale livello. Durante gli allenamenti coi pesi tradizionali, i carichi utilizzati sono in genere submassimali, cioè inferiori al carico che può permettere di eseguire al massimo una ripetizione (100% 1RM). Per confrontare i diversi effetti del DOMS in risposta all'esercizio submassimale rispetto all'allenamento massimale eccentrico, alcuni ricercatori hanno misurato il danno muscolare dei flessori del gomito su soggetti maschi non allenati dopo aver completato delle prestazioni eccentriche submassimali (3 serie da 10 ripetizioni al 50% di 1RM) in un braccio, seguiti dopo 4 settimane da una prestazione massimale con lo stesso braccio (3 serie da 10 ripetizioni al 100% 1 RM). I risultati hanno indicato che l'utilizzo di un carico corrispondente al 50% di 1 RM nei soggetti non allenati durante l'esecuzione dell'esercizio eccentrico innesca un danno muscolare significativamente inferiore e migliora la velocità di recupero rispetto a quando i soggetti non allenati svolgono direttamente l'esercizio massimale eccentrico. I risultati di questo studio sono significativi in quanto rivelano che un esercizio eccentrico ad intensità troppo elevata porta più facilmente al DOMS. Pertanto, i ricercatori raccomandano di evitare l'uso delle contrazioni eccentriche quasi-massimali o massimali da parte di soggetti non allenati.

### Teoria di Armstrong
Sulle basi di una vasta recensione, Armstrong nel 1984 propose una propria teoria o modello sullo sviluppo del DOMS.
- Le proteine strutturali delle cellule muscolari e del tessuto connettivo vengono lacerate e distrutte da elevate forze meccaniche prodotte dall'allenamento, soprattutto eccentrico.
- Il danno strutturale al sarcolemma altera la permeabilità delle membrane cellulari permettendo un afflusso di calcio dalla sede interstiziale. Quantità di calcio oltre la norma inibiscono la respirazione cellulare, diminuendo in questo modo l'abilità della cellula di produrre ATP per rimuovere il calcio dalla cellula.
- Elevati livelli di calcio all'interno della cellula attivano un enzima proteolitico calcio-dipendente che degrada le linee Z, la troponina, e la tropomiosina.
- Questa progressiva distruzione del sarcolemma nel post-allenamento permette ai componenti intracellulari di diffondersi nello spazio interstiziale e nel plasma. Queste sostanze attirano i monociti e attivano i mastociti e gli istociti nell'area danneggiata.
- Istamina, chinina, e potassio si accumulano nello spazio interstiziale a causa dell'attivazione della fagocitosi e della necrosi cellulare. Queste sostanze, così come l'aumento dell'edema e della temperatura, possono stimolare i recettori del dolore risultando nella sensazione del DOMS.[27]

### Teoria dell'infiammazione acuta
Nel 1991 Smith suggerì che l'infiammazione acuta in risposta al danno alla fibra muscolare e al tessuto connettivo causato dall'esercizio eccentrico è il principale meccanismo coinvolto nello sviluppo del DOMS. Molti dei sintomi dell'infiammazione acuta come dolore, gonfiore, e perdita di funzionalità, si presentano in concomitanza col DOMS. In base a ricerche su DOMS e infiammazione acuta, Smith propose una sua teoria circa questo meccanismo:
- La distruzione del tessuto connettivo e del tessuto muscolare vengono provocati dall'esercizio eccentrico, soprattutto se di entità eccessiva rispetto all'allenamento";
- Nell'arco di qualche ora, la concentrazione ematica di neutrofili si eleva e migra verso il sito della lesione per diverse ore a seguito dell'evento;
- Anche i monociti migrano verso la zona lesa dalle 6 alle 12 ore post-esercizio;
- I macrofagi sintetizzano prostaglandine della serie E;
- Le prostaglandine sensibilizzano i neuroni afferenti del dolore di tipo III e IV, provocando una sensazione di dolore in risposta alla pressione intramuscolare causata dal movimento e dalla palpazione;
- La combinazione tra incremento della pressione e ipersensibilità produce la sensazione del DOMS.

## Sintomatologia
I tipici sintomi spesso associati a DOMS includono:
- perdita di forza;
- dolore;
- fragilità muscolare;
- rigidità e gonfiore;

Si accusa una perdita di forza che in genere raggiunge il picco nelle prime 48 ore a seguito dell'esercizio, e il pieno recupero può estendersi fino a 5 giorni. Il dolore raggiunge il picco entro 1-3 giorni dopo l'esercizio fisico e in genere regredisce al massimo entro 7 giorni. Rigidità e gonfiore possono elevarsi dopo 3-4 giorni dall'esercizio fisico e di solito si risolvono entro 10 giorni. È importante notare che questi sintomi non sono dipendenti l'uno dall'altro, e non sempre si presentano contemporaneamente. Anche se l'insorgenza del DOMS è stata in passato associata ad un gonfiore muscolare (ipertrofia transitoria), ricerche più recenti hanno smentito questa connessione.

### Tempi di insorgenza e durata
Tipicamente il DOMS diventa evidente tra le 8-10 ore a seguito dell'esercizio fisico, raggiungendo il picco tra le 24 e le 48-72 ore. Da 5 a 7 giorni post-allenamento il DOMS si ritira e il dolore e l'indolenzimento tornano ai livelli basali. I valori di picco sono in genere stabiliti mediante una scala di valori da 1 (nullo) a 10 (molto indolenzito). Attività come la corsa in discesa produce un livello di indolenzimento tra il 4 e il 5, mentre attività più intense come contrazioni eccentriche dei flessori del gomito creano un indolenzimento più elevato tra il 7 e l'8.

## Effetti e significato

### Allenamento con il DOMS
Alla luce del fatto che il DOMS è un sintomo che indica la lacerazione delle fibre muscolari a seguito di un lavoro muscolare di tipo eccentrico, alcuni preparatori potrebbero sconsigliare l'allenamento fino a quando il dolore non è completamente estinto; ciò in base all'ipotesi che un nuovo training eccentrico in corso di DOMS aggraverebbe il danno muscolare e influirebbe negativamente sul recupero e sulla supercompensazione. In realtà alcune ricerche hanno smentito tali teorie, confermando al contrario che allenarsi con il DOMS è possibile senza peggiorare il danno muscolare. A maggior ragione l'intensità della percezione del DOMS non è proporzionale al danno muscolare. Effettivamente, uno studio ha evidenziato che quasi 1/3 dei soggetti sottoposti a contrazioni eccentriche massimali non riportarono un significativo indolenzimento muscolare.
Alcuni studi hanno evidenziato che sottoponendo a due sessioni di allenamento con un intervallo di 2 giorni, la prima delle quali aveva provocato DOMS (percepito anche nella seconda sessione),  il livello ematico di cortisolo (ormone catabolico che interferisce con la crescita muscolare) era molto più basso rispetto al primo allenamento, mentre il livello di testosterone libero era leggermente superiore. Inoltre, altri ricercatori giapponesi hanno provocato il DOMS sui muscoli bicipiti di soggetti con pesanti ripetizioni negative eccentriche, e hanno ripetuto l'esercizio rispettivamente 2 e 4 giorni più tardi. Essi non hanno trovato differenze significative di forza massima, range di movimento, dolore muscolare, e CPK plasmatica (un indicatore chimico del danno muscolare) tra ogni sessione di attività fisica. In altre parole, il danno muscolare non è stato aggravato da un allenamento ripetuto durante la manifestazione del DOMS, e non influisce sui processi di recupero.
La ricerca mostra che in genere sono necessarie dalle 48 alle 72 ore per un pieno recupero, e ciò vale indipendentemente dalla percenzione del DOMS. Anche la perdita di forza, come precedentemente riportato, trova il picco nelle prime 48 ore consecutive all'esercizio. In conclusione è necessario aspettare un tempo minimo di circa 2 giorni affinché venga consentito al muscolo di recuperare, possibilmente riducendo l'intensità e il volume, ma anche se il DOMS permane per più tempo, è possibile eseguire un allenamento. Infatti il DOMS può perdurare ed estendersi anche fino a 5-7 giorni, ma ciò non significa che sia controindicato stimolare nuovamente i muscoli colpiti.

#### La ricerca del DOMS durante l'allenamento
All'interno del mondo sportivo, in particolare in quelle discipline che prevedono l'esecuzione di movimenti eccentrici, come il body building, molti atleti sono convinti che la percezione del DOMS sia un segnale efficace per constatare l'adattamento muscolare al lavoro. Sebbene questa ipotesi sia sostenuta da molte figure professionali legate all'ambiente sportivo, il DOMS è sottoposto a numerose variabili. Può dipendere, ad esempio, dall'innervazione dei diversi muscoli, dalla selezione degli esercizi, dall'apporto nutrizionale prima e dopo la sessione di allenamento, dal grado di allenamento, dalla quantità di riposo, e, anche dalla predisposizione individuale. La ricerca scientifica conferma questo dato, sostenendo che la presenza del DOMS non riflette l'entità e l'ampiezza del danno muscolare indotto dall'allenamento. In altre parole, il DOMS, effettivamente, non è un indicatore diretto del danno muscolare, e l'intensità della sua percezione non è proporzionale al danno.

### DOMS e prestazione
Poiché il DOMS potrebbe essere interpretato erroneamente come segnale della necessità di recupero, si potrebbe ipotizzare anche un calo della forza sul muscolo colpito fintanto che esso viene percepito. In realtà è stato dimostrato che il DOMS compromette l'espressione della forza del muscolo per un massimo di 24 ore dopo l'esercizio fisico, alterando anche l'attività del muscolo antagonista attraverso la riduzione della frequenza di scarica delle unità motorie. Questa risposta potrebbe essere attribuita ad un meccanismo di auto-protezione per prevenire ulteriori danni, poiché il DOMS ha anche dimostrato di alterare la biomeccanica della camminata e della corsa. Queste indicazioni potrebbero trovare importanza solo se si stimolano gli stessi muscoli il giorno successivo, una strategia difficilmente praticata a causa della necessità di recupero di almeno 48 ore. Rispettando invece un giorno di riposo del muscolo sollecitato, il DOMS non contribuisce ad aumentare sforzo percepito.

## Errata connessione tra DOMS e acido lattico: il mito
Per molti anni il fenomeno del DOMS è stato erroneamente attribuito all'accumulo di lattato nei muscoli dopo un allenamento intenso, portando questa infondata teoria ad essere ampiamente diffusa come mito nell'ambiente sportivo. Tuttavia, questa ipotesi è stata dimostrata inconsistente con la formazione del DOMS. 
L'acido lattico è un sottoprodotto del metabolismo anaerobico lattacido glicolitico. Quando una sufficiente quantità di ossigeno diventa disponibile, il lattato viene metabolizzato e può essere impiegato come substrato energetico, mediante processi glucogenetici.
La percezione del dolore, e il dolore che deriva da un intenso esercizio eccentrico (resistance training anaerobico), non sono affatto legati all'accumulo di lattato. I livelli di lattato ematico e muscolare si elevano considerevolmente durante l'intenso esercizio eccentrico e concentrico anaerobico, tuttavia ritornano alla normalità entro 30-60 minuti a seguito dell'esercizio. I sintomi del DOMS, al contrario, si incrementano nelle prime 24 ore a seguito dell'esercizio, raggiungono il picco tra le 24 e le 48 ore, quando i livelli ematici di lattato sono tornati a livelli normali da una considerevole quantità di tempo. Si nota inoltre che l'esercizio fisico concentrico produce lattato per 2/3 più di quanto non faccia l'esercizio eccentrico. Se il DOMS fosse causato da un accumulo di lattato nei muscoli, si riscontrerebbe una maggiore incidenza dello stesso dopo l'esercizio concentrico rispetto a quello eccentrico.

## Trattamenti
A causa della sensazione di dolore e disagio, che possono pregiudicarne l'allenamento fisico e le prestazioni, la prevenzione ed il trattamento del DOMS è di grande interesse per allenatori, istruttori e terapisti. Anche se la scienza non ha stabilito un trattamento pienamente efficace e coerente per i DOMS, interventi comuni prevedono l'assunzione di prodotti farmaceutici come i farmaci anti-infiammatori non steroidei (FANS), riscaldamento pre-esercizio, stretching, massaggi, e integratori alimentari, tra i vari metodi. Anche se è stata avviata una notevole quantità di ricerche sul trattamento del DOMS, ad oggi pochi hanno dimostrato un trattamento dominante in grado di prevenirlo o curarlo.
Alcuni dei metodi di cura del DOMS, alcune delle quali non dimostrabili o inefficaci, sono:
- stretching;
- integrazione alimentare;
- farmaci anti-infiammatori;
- ultrasuoni;
- riscaldamento pre-esercizio;
- esercizio leggero;
- integrazione con glutamina e arginina;
- ghiaccio o doccia fredda;
- caffeina;
- amminoacidi;
- stimolazione nervosa;
- consumo extra di acqua;
- massaggi;
- sali di magnesio;

### Stretching
Per diversi anni in passato lo stretching statico era consigliato come metodo per scaldare i gruppi muscolari all'inizio del resistance training. Si credeva che questa forma di stretching potesse prevenire l'insorgenza del DOMS. Tuttavia, molteplici evidenze scientifiche hanno poi smentito univocamente l'efficacia di questa pratica nel prevenirlo. Contrariamente ad altri metodi, che possono rivelarsi relativamente utili per contenere lo sviluppo del DOMS, è stato dimostrato che lo stretching, al contrario, non ha alcun effetto benefico nell'arginare questa reazione fisiologica, né prima, né durante, né dopo l'allenamento fisico.

### Cibi e integratori
Il consumo di supplementi o cibi proteici a seguito dell'esercizio è una pratica diffusa per favorire il recupero e la crescita muscolare. Un altro potenziale del consumo di queste fonti alimentari recentemente dimostrato è quello di ridurre il DOMS. Studi attuali hanno dimostrato che il consumo di latte o di supplementi a base di proteine/carboidrati con il latte immediatamente a seguito dell'esercizio sia in grado di limitare la riduzione della prestazione e la percezione del DOMS 24 e 48 ore più tardi. Lo studio in questione ha dimostrato che tali benefici possono essere ottenuti con l'assunzione di soli 500 ml di latte. Studi precedenti, inoltre, avevano dimostrato come la riduzione dell'indolenzimento muscolare fosse favorita da proteine di alta qualità piuttosto che da carboidrati e grassi. Un altro studio recente ha dimostrato che il latte al cioccolato sia in grado di portare a ridurre DOMS più di una bevanda isocalorica a base di carboidrati. Anche il consumo di 500 ml di succo di anguria ha dimostrato di ridurre il DOMS dopo 24 ore, probabilmente grazie alla citrullina naturalmente contenuta al suo interno. Più di recente, anche la curcumina ha dimostrato proprietà simili.

#### Supplementi
I supplementi alimentari sono emersi come uno dei metodi per il trattamento dei DOMS. Antiossidanti come la vitamina C e vitamina E sono conosciuti per ridurre la proliferazione dei radicali liberi, che vengono ritenuti responsabili della generazione della risposta infiammatoria causando potenzialmente danni maggiori al muscolo affetto. L'efficacia degli anti-ossidanti si è però dimostrata inconsistente tra i vari studi che ne hanno esaminato il loro potenziale di azione. Altri supplementi nutrizionali che sono stati esaminati per il trattamento dei DOMS includono il coenzima Q e la l-carnitina, tuttavia nessun integratore ha dimostrato di riuscire a trattare concretamente questa reazione, mostrando la possibilità di provocare effetti negativi. Diversi ricercatori ritengono che l'uso di grandi quantità di antiossidanti possa contrastare alcuni degli effetti benefici per la salute indotti dall'esercizio, ma esistono alcune evidenze che confermano l'attenuazione del DOMS a seguito dell'uso di alcuni antiossidanti come gallato di epigallocatechina (presente nel tè verde) e N-acetil-cisteina.

#### Amminoacidi
Alcune ricerche hanno segnalato una riduzione del DOMS in seguito all'assunzione degli amminoacidi a catena ramificata (BCAA). Uno studio trovò che l'assunzione di BCAA in fasi strategiche durante la giornata riduce il DOMS causato dall'esercizio eccentrico ad alta intensità. Venne rilevato un decremento dell'indolenzimento muscolare del 64% a 72 ore a seguito dell'esercizio con l'assunzione di BCAA comparato al placebo. L'esercizio consisteva in 12 serie da 10 ripetizioni eccentriche al 120% 1-RM. Le ripetizioni sovramassimali sono un metodo che enfatizza particolarmente la formazione del DOMS. Un altro studio ha analizzato l'assunzione di 5 g di BCAA assunti prima che una sessione di squat ad alto volume, trovando che i livelli di DOMS erano significativamente ridotti e la potenza era stata mantenuta a 48 ore dopo allenamento rispetto a un placebo isocalorico composto da carboidrati. La stessa equipé confermò gli effetti benefici dei BCAA sul DOMS. I ricercatori testarono un esercizio composto da squat per 7 serie da 20 ripetizioni con 3 minuti di riposo. Ai soggetti venne somministrato un placebo oppure 100 mg/kg di BCAA (circa 9 g per una persona di 90 kg). Il gruppo che aveva assunto BCAA aveva accusato di una riduzione del DOMS a 48 e 72 ore post-esercizio. Evidenze più recenti hanno dimostrato che l'assunzione concomitante di BCAA e l'aminoacido taurina riesca a ridurre la percezione del DOMS e il danno muscolare più dei soli BCAA. L'assunzione di 8 grammi dell'amminoacido citrullina malato ha mostrato di portare ad un significativo decremento del DOMS, e recentemente anche la glutammina ha mostrato questo effetto a seguito dell'esercizio con i pesi. Anche la N-acetil-cisteina ha mostrato effetti positivi.

### Caffeina
In anni recenti è stato rilevato da alcuni studi che la caffeina può favorire una riduzione del DOMS. Assumendo caffeina entro le 24-48 ore dal termine dell'attività eccentrica, in una quantità approssimativa di due tazze di caffè, può essere prodotta una significativa riduzione del dolore che deriva dall'esercizio eccentrico, che può arrivare anche al 48%. Si è suggerito che gli atleti possano sfruttare questo metodo per ridurre il dolore muscolare percepito dopo l'attività acuta. Studi più recenti hanno mostrato che consumando 5 mg/kg di caffeina (l'equivalente di circa 3 tazzine di caffè) anche un'ora prima dell'esercizio con i pesi possa attenuare il DOMS.

### Farmaci anti-infiammatori non steroidei
I farmaci anti-infiammatori non steroidei (FANS) come l'aspirina, l'ibuprofene, e il flurbiprofene sono stati a lungo considerati come un trattamento per alleviare i sintomi del DOMS. Teoricamente i FANS hanno un forte effetto nel contrastare l'infiammazione e il gonfiore che si manifestano con il danno muscolare. Nonostante questa teoria, le ricerche condotte sulla reale efficacia dei FANS hanno prodotto risultati contrastanti. A causa delle inconsistenze dei vari studi tra i tipi, le dosi, e il tempo di assunzione dei diversi FANS, così come gli effetti negativi associati tra cui dolori gastrointestinali e ipertensione, i FANS non sembrano essere una scelta ottimale nel trattamento dei DOMS. Piuttosto, è stato trovato che questi farmaci riducono la risposta ipertrofica. L'ossido nitrico (ON) e il fattore di crescita degli epatociti (HGF) sono molecole responsabili dell'attivazione delle cellule satellite nelle prime fasi del processo di recupero. Questo processo sembra essere parzialmente regolato dall'enzima cicloossigenasi-2 (COX-2), che rilascia varie prostaglandine note per stimolare le cellule satellite. I FANS inibiscono questa via, e quindi possono compromettere la risposta ipertrofica. In effetti, alcuni studi hanno dimostrato che l'uso di FANS per infusione a seguito dell'esercizio eccentrico riduce l'attività delle cellule satellite per un massimo di otto giorni.

### Mezzi fisici

#### Doccia fredda
Per trattare il DOMS è stato proposto l'utilizzo di docce fredde o metodi comunemente utilizzati per alleviare l'infiammazione dovuta ad infortuni. Il classico trattamento RICE (Rest, Ice, Compression and Elevation, cioè riposo, ghiaccio, compressione ed elevazione) riduce il gonfiore e il tasso metabolico dei tessuti lesi a causa della costrizione dei vasi sanguigni, e questo può comportare una riduzione temporanea dei sintomi. Tuttavia, gli studi scientifici non sono stati in grado di dimostrare concretamente una differenza significativa per il trattamento del DOMS, al contrario di vere lesioni e infortuni muscolari, dove questa strategia si è rivelata efficace. Altri studi recenti hanno comparato il trattamento del DOMS con acqua fredda (20°) o acqua calda (38°) per 30 minuti, trovando che il trattamento con acqua calda potesse essere più efficace per ridurre di questa reazione.

#### Riscaldamento
Diversamente dai FANS o dagli integratori dietetici, il riscaldamento pre-esercizio è sembrato dimostrare un'effettiva riduzione del sintomo del DOMS. È stato suggerito che la pratica del riscaldamento tradizionale pre-esercizio prepara il corpo all'allenamento fisico, migliora la prestazione fisica, e riduce il DOMS associato al danno muscolare. Si ritiene che il riscaldamento per innalzare la temperatura corporea migliori la funzione muscolare portando ad una maggiore elasticità muscolare, una maggiore resistenza del tessuto muscolare alle lacerazioni, muscoli più rilassati, una maggiore estendibilità del tessuto connettivo all'interno del muscolo, e un decremento della viscosità muscolare. Questo di conseguenza porta a contrazioni muscolari più efficienti, perché favoriscono l'incremento della resa sotto il profilo della velocità e della forza. Diversi studi consigliano il riscaldamento concentrico prima dell'allenamento eccentrico, in modo da preparare il corpo allo stress causato dal sovraccarico muscolare con attività eccentrica. Il riscaldamento pre-esercizio può essere suddiviso in due categorie, il riscaldamento generale e specifico. Il riscaldamento generale favorisce un incremento della temperatura corporea eseguendo movimenti che richiedono l'uso di grandi gruppi muscolari, come la ginnastica o la corsa. Il riscaldamento specifico riproduce i movimenti dell'esercizio vero e proprio che si dovrà eseguire, favorisce un aumento della temperatura muscolare settoriale, e può essere applicato in sport o attività fisiche specifiche. Un esempio di riscaldamento settoriale nel contesto dell'esercizio anaerobico coi pesi può essere l'esecuzione di 5-6 ripetizioni dell'esercizio vero e proprio ma ad un'intensità molto bassa, come al 40% di 1RM. Grazie ai benefici del riscaldamento è consigliabile eseguire questa pratica prima dell'intenso esercizio nella sua forma generale e specifica. La durata del riscaldamento può variare notevolmente, a seconda dell'intensità dell'attività fisica, delle condizioni ambientali, e del livello di forma fisica dei soggetti.

### Concurrent training
L'esercizio aerobico potrebbe essere una pratica suggerita a seguito dell'esercizio stimolante il DOMS come metodo per attenuare questa risposta. Recenti ricerche hanno testato l'effetto di 20 minuti di aerobica a bassa intensità, e moderata intensità o riposo totale a seguito di un esercizio con sovraccarichi composto da 60 ripetizioni eccentriche valutando la successiva manifestazione del DOMS. L'esercizio aerobico a moderata intensità ha mostrato di portare ad una riduzione del DOMS rispetto all'esercizio a bassa intensità o al riposo totale. Poiché la fase di riscaldamento aveva mostrato qualche beneficio circa l'attenuazione del DOMS, l'aerobica a seguito dei pesi potrebbe essere considerata come un defaticamento. Tuttavia la fase aerobica nel defaticamento viene svolta per definizione a bassa intensità. Riguardo ai precedenti risultati, l'aerobica a bassa intensità dopo i pesi, che potrebbe essere considerata appunto come un defaticamento, ha inferiori capacità di attenuazione del DOMS rispetto all'aerobica a moderata intensità. Quando pesi e aerobica vengono svolti in successione all'interno di una singola seduta si parla di concurrent training. Di conseguenza, un concurrent training composto dalla prima parte dedicata ai pesi e in seguito dall'aerobica a moderata intensità, secondo queste evidenze sembra ridurre il DOMS rispetto ad una sessione con i pesi seguita da defaticamento, oppure da una prestazione aerobica a bassa intensità.

### Repeated bout effect
Nel linguaggio scientifico, il concetto di Repeated bout effect (RBE), letteralmente "effetto della ripetizione di un carico", rappresenta la capacità del muscolo di adattarsi agli stimoli meccanici rappresentati dalla contrazione muscolare riducendo la risposta del DOMS. In altri termini, l'RBE indica che ripetendo una sessione di allenamento con i pesi, già a partire dalla seduta successiva la risposta del DOMS, e quindi dell'indolenzimento percepito, è più attenuata rispetto alla prima. Sembra che uno dei pochi modi per prevenire o ridurre il dolore tipico del DOMS (o accelerare il recupero di DOMS) causato dall'esercizio eccentrico, è quello di stimolare i muscoli eccentricamente circa una settimana o più, prima della sessione di allenamento eccentrico. L'allenamento concentrico al contrario non è in grado di causare un simile livello di RBE. Gli studi hanno dimostrato che anche una sola sessione esercizio eccentrico riduce e può evitare il DOMS nei periodi successivi, e questi effetti persistono per almeno diverse settimane.
Oltre al riscaldamento, per ridurre la manifestazione del DOMS si segnala l'esecuzione di allenamenti ad intensità inferiore per un periodo precedente alla prestazione come un metodo significativo per ridurre il DOMS. L'effetto di frequenti esercizi ad intensità ridotte porta ad un adattamento progressivo all'esercizio eccentrico. È stato riportato che ripetuti esercizi eccentrici di minore intensità eseguiti 1-6 settimane prima dell'esercizio eccentrico ad intensità più elevate abbiano dimostrato una riduzione consistente del DOMS e del danno muscolare indotto dall'esercizio. Quindi può essere promossa una graduale esecuzione di un esercizio eccentrico per un periodo di alcune settimane per poter condizionare il soggetto. L'effetto di queste sedute ripetute si propone di consentire un recupero più rapido della forza e della serie di movimenti nei muscoli effettuati, prevedendo una maggiore resistenza al danno muscolare dopo il primo periodo. Si pensa anche che il tessuto muscolare e connettivo si adattino gradualmente alla crescente intensità dell'esercizio eccentrico, riducendo al minimo l'incidenza e la gravità del DOMS. Applicare il principio della graduale progressione dell'intensità nel programma di resistance training può contribuire a prevenire il DOMS. Alcune ricerche suggeriscono di impiegare carichi che permettono 12-15 RM durante le fasi iniziali di un programma di allenamento, equivalenti a circa il 60-65% di 1 RM.